# Saperda octopunctata

Saperda octopunctata је врста инсекта из реда тврдокрилаца (Coleoptera) и породице стрижибуба (Cerambycidae). Сврстана је у потпородицу Lamiinae.

## Распрострањеност
Врста је распрострањена на подручју централне Европе, Кавказа и јужне Русије. У Србији је ретка врста.

## Опис
Тело је црно, покривено густо полеглим светлозеленим и маслинастожућкастим томентом. На пронотуму је гола средишња уздужна линија са две округле пеге иза средине. Антене нису прстенасте. На елитронима су у низу четири правилно распоређене црне пеге. На боковима стернита нема пега. Дужина тела од 12 до 20 mm.

## Биологија
Животни циклус траје од две до три године, ларве се развијају у гранама и стаблу биљке домаћина. Адулти се најчешће налазе на цвету липе, али и на листовима гранама и стаблима. Активни су од маја до августа. Као домаћини јављају се различите врсте листопадног дрвећа (липа, јасика, брест, итд). 

## Статус заштите
Врста се налази на Европској црвеној листи сапроксилних тврдокрилаца.

## Синоними
- Leptura octopunctata Scopoli, 1772
- Saperda (Lopezcolonia) octopunctata (Scopoli, 1772)
- Saperda (Argalia) octopunctata (Scopoli, 1772)
- Lopezcolonia octopunctata (Scopoli, 1772)
- Saperda tiliae Schrank, 1798
- Saperda tremula Fabricius, 1775
- Cerambyx tremulus (Fabricius, 1775)
- Saperda tremulae (Fabricius, 1775) (misspelling)